# Emittenti radiotelevisive pubbliche regionali della Germania

Le nove emittenti regionali della ARD.

Per emittenti radiotelevisive regionali (in tedesco Landesrundfunkanstalten) si intendono le nove emittenti pubbliche che curano la trasmissione radiofonica e televisiva per uno o più regioni federali (Länder): Bayerischer Rundfunk (BR, Radio bavarese), Hessischer Rundfunk (HR, Radio Assiana), Mitteldeutscher Rundfunk (MDR, Radio della Germania Centrale), Norddeutscher Rundfunk (NDR, Radio della Germania Settentrionale), Radio Bremen, Rundfunk Berlin-Brandenburg (RBB, Radio di Berlino e del Brandeburgo), Saarländischer Rundfunk (SR, Radio della Saarland), Südwestrundfunk (SWR, Radio Sudoccidentale) e Westdeutscher Rundfunk Köln (WDR, Radio della Germania Occidentale - Colonia).
Le emittenti regionali si distinguono dai canali pubblici che trasmettono invece sull'intero territorio tedesco: Zweites Deutsches Fernsehen (ZDF, Secondo Canale Tedesco), Deutsche Welle e Deutschlandradio.
Le nove emittenti regionali e l'istituzione pubblica della Deutsche Welle sono riunite nella ARD.

## Panoramica
| Emittente                   | Sigla | Logo              | Sede                 | Entrate 2009            | Canone- entrate 2009 (Mil.) | Dip. | Fondazione | Bacino                                                                                          | Abitanti nel bacino (Mil.) |
| --------------------------- | ----- | ----------------- | -------------------- | ----------------------- | --------------------------- | ---- | ---------- | ----------------------------------------------------------------------------------------------- | -------------------------- |
| Bayerischer Rundfunk        | BR    | BR-Logo           | Monaco               | 1000                    | 879                         | 2893 | 1949       | Baviera                                                                                         | 12,5                       |
| Hessischer Rundfunk         | HR    | HR-Logo           | Francoforte sul Meno | 481                     | 407                         | 1900 | 1948       | Assia                                                                                           | 6,1                        |
| Mitteldeutscher Rundfunk    | MDR   | MDR-Logo          | Lipsia               | 636                     | 556                         | 2023 | 1991       | Sassonia, Sachsen-Anhalt, Turingia                                                              | 8,9                        |
| Norddeutscher Rundfunk      | NDR   | NDR-Logo          | Amburgo              | 1.083                   | 956                         | 3447 | 1956       | Amburgo, Bassa Sassonia, Schleswig-Holstein (tutte dal 1956), Mecklenburg-Vorpommern (dal 1992) | 14,8                       |
| Radio Bremen                | RB    | Radio Bremen-Logo | Brema                | 97 (2008)               | 41 (2008)                   | 300  | 1945       | Brema                                                                                           | 0,6                        |
| Rundfunk Berlin-Brandenburg | RBB   |                   | Berlino, Potsdam     | 395 (2008)              | 344 (2008)                  | 1650 | 2003       | Berlino, Brandeburgo                                                                            | 6,0                        |
| Saarländischer Rundfunk     | SR    | SR-Logo           | Saarbrücken          | 116 (2008)              | 64 (2008)                   | 635  | 1957       | Saarland                                                                                        | 1,0                        |
| Südwestrundfunk             | SWR   |                   | Stoccarda            | 1.190 (2008)            | 959 (2008)                  | 3648 | 1998       | Baden-Württemberg, Renania Palatinato                                                           | 14,8                       |
| Westdeutscher Rundfunk Köln | WDR   | WDR-Logo          | Colonia              | 1350                    | 1140                        | 4210 | 1956       | Nordrhein-Westfalen                                                                             | 18,0                       |
| Deutsche Welle              | DW    | DW-Logo           | Bonn, Berlino        | finanziamenti tributari | --                          | 1444 | 1953       | estero                                                                                          | --                         |

Una prima distinzione da fare è tra le emittenti che servono più Länder, come la NDR, che copre Amburgo, il Meclemburgo-Pomerania Anteriore, la Bassa Sassonia e lo Schleswig-Holstein, e quelle che invece sono legate ad una sola regione come la BR, che serve la Baviera. Tuttavia le emittenti che coprono più regioni forniscono ad ogni Land una propria programmazione (ad esempio la SWR - Rheinland-Pfalz) e istituiscono degli studi regionali (come ad esempio la sede in Hannover della NDR) per i notiziari da quelle capitali federali in cui non hanno la sede, nonché per la produzione di programmi specifici relativi al Land corrispondente.
Per affrontare uno scenario televisivo sempre più complesso, le emittenti regionali si sono poi strette in un'associazione, la ARD (Arbeitsgemeinschaft der öffentlich-rechtlichen Rundfunkanstalten der Bundesrepublik Deutschland), cioè "Consorzio delle emittenti radiotelevisive di diritto pubblico della Repubblica Federale Tedesca". All'interno della ARD è definito con precisione il contributo di ciascuna emittente locale alla programmazione complessiva (basti pensare alla produzione della serie Tatort). È fissata una quota che definisce il relativo contributo informativo e di intrattenimento dell'emittente locale a seconda della solidità finanziaria e delle rispettive capacità. Anche i corrispondenti esteri dipendono direttamente dalle emittenti locali.

## Storia ed evoluzione
La suddivisione per aree di trasmissione nacque per volere delle forze di occupazione alleate dopo la seconda guerra mondiale. Nella Germania dell'Ovest sorsero inizialmente sei emittenti radiofoniche: gli inglesi preferirono un'unica istituzione per l'intera area da loro amministrata e costituirono la Nordwestdeutscher Rundfunk (NWDR, Radio della Germania Nord-Occidentale); stessa cosa i francesi, che all'interno dell'area da loro amministrata istituirono la Südwestfunk (SWF, Radio Sud-Occidentale). Gli americani, invece, preferirono una ripartizione delle emittenze sulla base dei nuovi Länder appena creati: nacquero così BR, SDR, HR e Radio Bremen.
In reazione ai moti operai del 17 giugno 1953 nella Germania dell'Est, nel 1954 venne fondata l'emittente Sender Freies Berlin (SFB, Canale Berlino Libera), cosicché il Land di Berlino uscì dalla zona di trasmissione di competenza della NWDR. Nel 1955 venne poi decisa l'ulteriore suddivisione di ciò che rimaneva della NWDR in NDR e WDR, con efficacia a partire dal 1º gennaio 1956. Infine, come ultima emittente locale della Germania occidentale, nel 1957 dopo l'adesione della Saarland fu fondata la SR a seguito della trasformazione di una S.p.A in società di diritto pubblico.
Nella DDR sorse invece la Deutscher Fernsehfunk (DFF, Radiotelevisione Tedesca), che dopo la riunificazione tedesca chiuse i battenti il 31 dicembre 1991. Al suo posto vennero fondate due nuove emittenti: la MDR, che copre Sassonia, Sachsen-Anhalt e Turingia, e la Ostdeutscher Rundfunk Brandenburg (ORB, Radio della Germania Orientale e Brandeburgo). Il Mecklenburg-Vorpommern aderì invece alla  NDR, mentre Sender Freies Berlin cominciò a trasmettere per l'intera Berlino unita.
Da allora, il panorama dell'emittenza locale tedesca è mutato a seguito di fusioni: nel 1998 SWF e SDR si fusero nella nuova SWR; SFB e ORB si fusero nel 2003 per dar vita alla RBB). Di pari passo con le discussioni sulla riorganizzazione del territorio federale, ci sono anche varie proposte di ulteriori fusioni, specialmente per la SR, per la quale si è pensato ad una fusione con la SWR, e per l'area nord-occidentale del Paese, dove già Radio Bremen collabora tanto con la NDR quanto con la WDR: qui si ipotizza o una fusione di Radio Bremen e NDR, o una fuoriuscita della Bassa Sassonia dalla stessa NDR a favore di un'emittente comune con Brema, magari coinvolgendo anche la WDR.